# Kapela Srca Jezusovega, Ropoča
Kapela srca Jezusovega je kapela v naselju Ropoča, ki stoji v središču vasi, južno od križišča. Spada v župnijo Pertoča.
Kapelo so zgradili vaščani v letih 1938-1941 na pobudo in pod vsestranskim vodstvom domačina Avgusta Mariča, ki je v zahvalo za to, da je ozdravel po težki bolezni, začel s projektom gradnje kapele v zaselku Vrh. Zidarska dela je prevzel njegov svak iz Beltinec, ki je bil zidarski mojster. Kapelo je dne 26. oktobra 1941 blagoslovil dekan Jožef Krantz v čast Jezusovemu srcu. Gradnjo kapele so z lastnimi sredstvi, denarnimi in tudi naturalnimi, podpirali vaščani, okoličani in sorodniki Avgusta Mariča iz Beltinec.  

## Arhitektura
Kapela je zgrajena v obliki 14-kotnika z opečno kupolo premera 8m in z zvonikom višine 25m. V njem je vhod, nad njim kor in 2 zvona. V ospredju kapele je oltar z nekaj mašne opreme, ob strani pa spovednica, ki je obenem prižnica (na dan proščenja zunaj). V njej je še nekaj klopi in stolov ter majhne stare orgle.
Zvonik je masiven šesterokoten sprva so v njem bili trije bronasti zvonovi. 256 in 88 kilogramska, je 1.decembra 1946 blagoslovil dekan Štefan Bakan v čast srcu Jezusovemu in srcu Marijinemu. 23.junija 1968 je župnik Štefan Tratnjek blagoslovil v čast svetemu Alojziju še majhni 40 kilogramski zvon, ki pa danes več ne služi svojemu namenu, saj je bil odstranjen ob elektrifikaciji zvonov.

Na kapeli je nameščena spominska plošča z imeni šestnajstih vaščanov, padlih med prvo svetovno vojno v uniformi Avstro-Ogrske vojske. Prvotno je bila streha zvonika zidana v obliki kupole (velb), a jo je aprila 1945 med zaključnimi boji druge svetovne vojne zadela ruska granata in jo poškodovala tako, da je streho bilo potrebno zgraditi na novo. Po vojni je zaradi velikega pomanjkanja niso obnovili v prvotno obliko, ampak so jo nadomestili s stožčasto leseno konstrukcijo, pokrito s pločevino, kakršna je še danes. 
Leta 1999 je kapela dobila elektriko in zvonova na električni pogon ter novo bakreno kritino. V zadnjem obdobju je bila tudi na novo prepleskana zunaj in znotraj, obnovljen je bil luster in kupljeni novi stoli. Danes je kapela z okolico urejen in lep kulturni spomenik, predvsem pa najpomembnejše krščansko znamenje v vasi.

## Krščanska znamenja v vasi
Poleg kapele krščanstvo simbolizirajo še trije križi:
- Lesen križ v zaselku Pretmar v bližini pritoka Lukaja v Ledavo,
- Lesen križ ob regionalni cesti na posestvu Lenarčič Ropoča 1 in
- Kamnit križ pri hiši Maričevih poleg kapele.

## Avgust Marič
Za gradnjo kapele je bil najbolj zaslužen vaščan Avgust Marič, katerega dela so še danes vidna v vasi. Bil je tudi ustanovni član in prvi predsednik gasilskega društva ter se kot eden redkih vaščanov lotil tudi pisanja. Tako lahko v stopinjah iz leta 1981 zasledimo eno izmed njegovih pesmi »Naša ves«, ki bi jo lahko imenovali za himno vasi, saj so v tej pesmi zajete vse njene glavne značilnosti.